# セント・ルイス・グレイ・ドッグ
セント・ルイス・グレイ・ドッグ（英：St.Louis' Grey Dog）は、フランス原産のセントハウンド犬種のひとつである。
この犬種名は「聖者ルイ4世の大きな犬」をあらわしていて、名前は紛らわしいがグレイハウンド犬種ではない。フランス名はシャン・グリ・ド・サン・ルイ（英：Chieu Cris de St.Louis）。

## 歴史
1248年に行われた十字軍の遠征からの帰路の途中で発見された1頭の犬が基礎になっている。この犬は体高が高く大柄で赤灰色のワイアーコートを持ったセントハウンド系の犬で、この犬をもとに交配を重ねて改良を加えて誕生したのが本種である。
本種はイノシシやシカ、オオカミなどの大型獣を狩るのに用いられた。パックで獲物の臭いを追跡し、発見すると勇敢に立ち向かい、仕留めた。物怖じしない勇敢さとパワフルさ、非常に高いコートの耐久性がルイ4世のお気に入りのポイントだったといわれている。
以後200年間フランス王室の犬として愛され続けたが、1470年代以降はシカ狩りが隆盛し、それに伴って王室の猟犬も鹿狩り用の犬種であるキングス・ホワイト・ハウンドに一新され、グレイ・ドッグたちは民間に売却された。売られた犬たちは多くの新犬種の作出に携わることになり、自身はそれらの中に吸収される形で絶滅していった。本種の子孫のうち、もっとも有名で且つ血を強く引いている犬種はグリフォン・ニヴェルネである。このため、現在本種のことが最も多く語られるのは、ニヴェルネの歴史を語る時である。

## 特徴
グリフォン・ニヴェルネにやや似た、剛毛を持つセントハウンド犬種であるが、毛色・サイズ・性質は異なっている。やや長めでぼさぼさとした硬いラフコートを持ち、茨や獣の牙、雨風をしのぐこともできる。眉毛や口髭、顎鬚もふさふさしている。毛色は赤灰色。筋肉質のがっしりした体つきをしていて、非常に力が強い。マズルは短めで太く、脚は長い。耳は垂れ耳、尾は飾り毛のある垂れ尾。体高は不詳だが、ニヴェルネよりも体高が高かったことを考慮すると、およそ70cm台の体高であったことが推測される。性格は主人に忠実で従順だが、屈強で勇猛果敢、頑固で独立心が強い猟犬気質を持っている。生粋の猟犬種であえり、並の人には手なづけることができなかった。運動量は非常に多く、狩猟本能が旺盛だった。